# Narodowy Front Ocalenia Bułgarii
Narodowy Front Ocalenia Bułgarii (bułg. Национален фронт за спасение на България, NFSB) – bułgarska partia polityczna o profilu nacjonalistycznym i eurosceptycznym.

## Historia
Ugrupowanie powstało w maju 2011 na zjeździe w Burgasie. Zorganizowało je środowisko powiązane z prywatną telewizją SKAT, wspierającą przez kilka lat nacjonalistyczną koalicję Ataka. Współprzewodniczącymi NFSB zostali współwłaściciele telewizji Waleri Simeonow (jednocześnie prezes zarządu) i Danczo Chadżiew oraz prowadzący jeden z programów Walentin Kasabow.
Partia wystartowała samodzielnie w wyborach parlamentarnych w maju 2013, uzyskując około 3,7% głosów i nie przekraczając tym samym wyborczego progu. Nie wprowadziła również żadnych eurodeputowanych w głosowaniu z maja 2014. Przed przedterminowymi wyborami parlamentarnymi w 2014 NFSB podpisał porozumienie z WMRO – Bułgarskim Ruchem Narodowym Krasimira Karakaczanowa, tworząc koalicyjny Front Patriotyczny, który w głosowaniu z października 2014 uzyskał blisko 7,3% głosów i 19 mandatów w Zgromadzeniu Narodowym 43. kadencji. Przed kolejnym wyborami z 2017 ugrupowanie wraz z WMRO-BND i nacjonalistyczną Ataką zawiązało nową koalicję pod nazwą Zjednoczeni Patrioci. Blok otrzymał 9,1% głosów i 27 miejsc w parlamencie kolejnej kadencji, dołączając następnie do koalicji rządzącej.
W wyborach w kwietniu 2021 partia współtworzyła koalicję z ugrupowaniem Wola, która dostała 2,4% głosów i nie przekroczyła progu wyborczego. W wyborach w lipcu tegoż roku ugrupowanie startowało w koalicji z Wolą oraz z WMRO-BND, która z wynikiem 3,1% głosów również nie uzyskała poselskiej reprezentacji. W kolejnych wyborach z listopada 2021 blok stworzony wokół partii poparło 0,3% głosujących. W wyborach w 2022 front kolejny raz nie przekroczył wyborczego progu (z wynikiem 0,1% głosów).
W 2023 partia zmieniła nazwę na Konserwatiwna Byłgarija.